# 肯卡里爾 (科羅拉多州)
肯卡里爾（英語：Ken Caryl）是位於美國科羅拉多州傑佛遜縣的一個人口普查指定地區。

## 地理
肯卡里爾的座標為39°34′47″N 105°06′14″W / 39.57972°N 105.10389°W，而該地最高點為海拔高度1756米（即5761英尺）。

## 人口
根據2010年美國人口普查的數據，肯卡里爾的面積為25.30平方千米，當中陸地面積為25.20平方千米，而水域面積為0.10平方千米。當地共有人口32438人，而人口密度為每平方千米1,282人。